# Kup Maršala Tita 1958-1959
La Kup Maršala Tita 1958-1959 fu la 12ª edizione della Coppa di Jugoslavia. 1677 squadre parteciparono alle qualificazioni: 856 dalla Serbia, 449 dalla Croazia, 193 dalla Bosnia Erzegovina, 84 dalla Macedonia, 76 dalla Slovenia e 19 dal Montenegro.

31 squadre furono quelle che raggiunsero la coppa vera e propria, che si disputò dal 7 dicembre 1958 al 23 maggio 1959.
Il trofeo fu vinto dalla Stella Rossa (al secondo successo consecutivo), sconfiggendo in finale il Partizan. Per i biancorossi fu il quinto titolo in questa competizione, facendo anche l'accoppiata campionato-coppa.

## Qualificazioni
```
Queste due partite disputate dal 
Orijent
:
[
5
]

Orijent - Uljanik Pula                   5-1
Lokomotiva Zagabria - Orijent            5-0
```

```
Queste alcune delle partite della coppa di 
Voivodina
:
[
6
]

Proleter Zrenjanin - Radnički Zrenjanin  4-3
Proleter Zrenjanin - Rusanda Melenci     6-2
Proleter Zrenjanin - Mačva Šabac         5-2
Jedinstvo Mladenovac - Proleter Zr.      3-2
```

## Squadre qualificate
Le qualificazioni iniziarono il 10 settembre 1959. Fra le qualificate ci fu il Borac di Titograd, squadra militare della Guarnigione JNA della città.

### Calendario
| Turno                | Gare       | Date             | Numero gare | Riduzione squadre |
| -------------------- | ---------- | ---------------- | ----------- | ----------------- |
| Sedicesimi di finale | Gara unica | 7 dicembre 1958  | 15          | 31 → 16           |
| Ottavi di finale     | Gara unica | 14 dicembre 1958 | 8           | 16 → 8            |
| Quarti di finale     | Gara unica | 8 marzo 1959     | 4           | 8 → 4             |
| Semifinali           | Gara unica | 8 aprile 1959    | 2           | 4 → 2             |
| Finale               | Gara unica | 23 maggio 1959   | 1           | 2 → 1             |

## Sedicesimi di finale
| Squadra 1                            | Risultato             | Squadra 2                 |
| ------------------------------------ | --------------------- | ------------------------- |
| 7 dicembre 1958                      |                       |                           |
| (2) Borac Banja Luka                 | 2 – 3 (dts)           | Lokomotiva Zagabria (2)   |
| (3) Borac Čačak                      | 0 – 3                 | Radnički Belgrado (1)     |
| (2) Borovo                           | 1 – 0                 | Sarajevo (1)              |
| (1) Budućnost                        | 3 – 2                 | Sutjeska (2)              |
| (1) Dinamo Zagabria                  | 3 – 2                 | Proleter Osijek (2)       |
| (x) Guarnigione JNA Borac (Titograd) | 6 – 1                 | Sebenico (2)              |
| (2) Novi Sad                         | 2 – 2 (dts) (7-8 dtr) | Partizan (1)              |
| (2) Odred                            | 1 – 3                 | Rijeka (1)                |
| (2) OFK Belgrado                     | 1 – 2                 | Željezničar (1)           |
| (3) Pelister                         | 2 – 3                 | Radnički Kragujevac (2)   |
| (2) Radnički Sombor                  | 3 – 1                 | Vardar (1)                |
| (1) Stella Rossa                     | 4 – 1                 | Elektrostroj Zagabria (2) |
| (2) Trešnjevka                       | 2 – 3                 | Vojvodina (1)             |
| (3) Varteks Varaždin                 | 5 – 0                 | Rabotnički (2)            |
| (1) Velež Mostar                     | 5 – 0                 | Radnički Niš (2)          |
| (1) Hajduk Spalato                   | esentato              |                           |

## Ottavi di finale
| Squadra 1               | Risultato   | Squadra 2                            |
| ----------------------- | ----------- | ------------------------------------ |
| 14 dicembre 1958        |             |                                      |
| (1) Budućnost           | 1 – 2       | Guarnigione JNA Borac (Titograd) (x) |
| (2) Lokomotiva Zagabria | 4 – 2       | Hajduk Spalato (1)                   |
| (2) Radnički Kragujevac | 1 – 3       | Partizan (1)                         |
| (2) Radnički Sombor     | 2 – 5       | Stella Rossa (1)                     |
| (1) Rijeka              | 2 – 1       | Radnički Belgrado (1)                |
| (3) Varteks Varaždin    | 2 – 1 (dts) | Velež Mostar (1)                     |
| (1) Vojvodina           | 2 – 0       | Borovo (2)                           |
| (1) Željezničar         | 2 – 3       | Dinamo Zagabria (1)                  |

## Quarti di finale
| Squadra 1        | Risultato | Squadra 2                        |
| ---------------- | --------- | -------------------------------- |
| 8 marzo 1959     |           |                                  |
| (1) Partizan     | 1 – 0     | Guarnigione JNA Borac (Titograd) |
| (1) Stella Rossa | 2 – 1     | Lokomotiva Zagabria (2)          |
| (1) Rijeka       | 4 – 2     | Varteks Varaždin (3)             |
| (1) Vojvodina    | 5 – 1     | Dinamo Zagabria (1)              |

## Semifinali
| Squadra 1     | Risultato | Squadra 2        |
| ------------- | --------- | ---------------- |
| 8 aprile 1959 |           |                  |
| (1) Partizan  | 2 – 1     | Vojvodina (1)    |
| (1) Rijeka    | 0 – 2     | Stella Rossa (1) |

## Finale
| Arbitro: | Leo Lemešić (Spalato) |

|                                    |           |           |
| Maravić 11’ Kostić 57’, 71’ (rig.) | Marcatori | 62’ Galić |

| Stella Rossa | Partizan |

|             |  |                     |  |
|             |  |                     |  |
| P           |  | Vladimir Beara      |  |
|             |  | Vladimir Durković   |  |
|             |  | Miljan Zeković      |  |
|             |  | Lazar Tasić         |  |
|             |  | Ljubiša Spajić      |  |
|             |  | Vladica Popović     |  |
|             |  | Dragoslav Šekularac |  |
|             |  | Antun Rudinski      |  |
|             |  | Ivan Popović        |  |
|             |  | Dušan Maravić       |  |
|             |  | Bora Kostić         |  |
| Allenatore: |  |                     |  |
| Miša Pavić  |  |                     |  |

|                 |  |                      |          |
|                 |  |                      |          |
| P               |  | Milutin Šoškić       |          |
|                 |  | Bruno Belin          |          |
|                 |  | Fahrudin Jusufi      |          |
|                 |  | Aleksandar Jončić    |          |
|                 |  | Božidar Pajević      |          |
|                 |  | Jovan Miladinović    |          |
|                 |  | Zvezdan Čebinac      | Uscita   |
|                 |  | Tomislav Kaloperović |          |
|                 |  | Milan Vukelić        |          |
|                 |  | Milan Galić          |          |
|                 |  | Branislav Mihajlović |          |
| A disposizione: |  |                      |          |
|                 |  | Dragoljub Blažić     | Ingresso |
| Allenatore:     |  |                      |          |
| Illés Spitz     |  |                      |          |